# Jean Pierné
Ne doit pas être confondu avec Jean-Baptiste Pierné.
Jean Pierné, né le 20 juin 1891 à Paris 6e et mort le 16 septembre 1974 à Mortagne-au-Perche dans l'Orne, est un peintre et illustrateur français.
Auteur prolifique de paysages, de portraits et de scènes de genre, il touche à tous les médiums, huile sur toile ou sur panneau, aquarelle, pastel et dessin.

## Biographie
Fils du compositeur et chef d'orchestre Gabriel Pierné, c'est en partie sous l'influence du peintre Luc-Olivier Merson, ami de la famille, que Jean Pierné se découvrit une vocation artistique. Les familles Pierné et Merson avaient coutume de passer leurs vacances d'été ensemble, en Bretagne près de Morlaix, au domaine du Fransic (Carantec). Bien des années plus tard, il réalisa une série de gouaches sur le thème du château du Taureau, situé non loin de là, pour illustrer un article de Louis Richard-Mounet publié dans L'Illustration.
Sa première œuvre documentée et publiée date des années 1900, un petit dessin destiné à figurer sur une série de cartes à collectionner du Chocolat Poulain, sur le thème des enfants d'artistes célèbres. Il s'y représente offrant une tablette à sa petite sœur Simone, sous la légende manuscrite suivante : « Allons ma petite, faisons la paix et croquons ensemble une bonne tablette de chocolat Poulain ».
Après un apprentissage auprès de Luc-Olivier Merson et de Fernand Cormon à l'École des beaux-arts de Paris, Jean Pierné s'installe au début des années 1920 dans un atelier du 6, impasse Ronsin à Paris. Il y restera jusqu'au début des années 1970. Tout en enseignant la peinture et le dessin, il fréquente alors les artistes du quartier Montparnasse et de l'École de Paris. Parmi ses proches voisins figurait le sculpteur Constantin Brancusi. Également sensible au domaine musical, notamment grâce à son père, il fut un ami proche des compositeurs Ferdinand Barlow — auquel il rendit hommage dans une diffusion radiophonique — et Erik Satie. Il compta parmi les rares personnes ayant suivi le cortège funèbre de ce dernier, en juillet 1925.
À l'issue du Salon de la Société nationale des beaux-arts de 1942 à Paris, il fut récompensé par le prix des Artistes, section peinture. Quelques mois plus tard, l'État achetait une de ses œuvres, Route de Bretagne (non localisée). Cette région, où il passa régulièrement ses vacances, parfois accompagné d'élèves, compta parmi ses sujets de prédilection : nombre de ses œuvres représentent en effet le pays bigouden, notamment la baie de Morlaix, Lesconil ou la région de Bréhat.
Dans l'article qui lui est consacré, le Dictionnaire Bénézit évoque son sens de l'observation « vif » et « poétique », sa peinture « fine » de « nus équilibrés », de « paysages maritimes lumineux », « de portraits fidèles ». Selon cette même source, c'est toutefois dans la nature morte que le peintre aurait excellé, sa science subtile de la couleur (notamment des nuances de gris) et des glacis lui permettant d'obtenir des « harmonies musicales » parfois empreintes de mélancolie. La plaquette de l'exposition qui lui fut consacrée par la galerie Barbizon en 2003 évoque quant à elle un peintre « d'une grande sensibilité », dont l'œuvre se caractérise par des « rapports de tons très subtils » et d'une « particulière finesse d'expression ». L'auteur nous renseigne au passage sur un aspect très particulier de sa technique : le peintre préparait ses fonds avec du blanc d'œuf, à la manière des primitifs, et obtenait par ce moyen une couche picturale particulièrement mate et veloutée, aux coloris presque pastels.

## Évolution du style
Jusqu'à environ 1920, dans la continuité de ses maîtres de l'École des beaux-arts, son art reste académique et classique (ombres propres, ombres portées). Ses dessins sont très achevés.
De 1920 à 1935, il est influencé par le Japon, cette période se rapproche du style nabi (à plats de couleur, disparition des ombres portées). De cette époque datent des nus sur fonds colorés exploitant les complémentaires vert-rouge, violet-rosé et ocre jaune.
De 1935 à 1945, ses œuvres sont particulièrement grises et brumeuses, et est davantage marquée par des illustrations et des travaux de décoration.
De 1945 à 1970 se développe la maturité de l'artiste avec des harmonies très fines de différents gris rehaussés selon les cas par une ou deux couleurs vives réchauffant la peinture, la luminosité claire du ciel, de fins dégradés de bleus de céruléum ou des nuages blancs éclaircissant l'ensemble.

## Œuvres dans les collections publiques
Collections du Centre national des arts Plastiques (Cnap) :
- L'Église de Ploujean[7], acquis par l'État français le 20 mai 1932.
- Route de Bretagne, acquis pas l'État français le 28 novembre 1942.

## Illustrations
- Article non identifié, dans ABC, octobre 1932.
- J.-H. Rosny, « Le Pays de la pierre sculptée par la mer et par les hommes », L'Illustration, no 4779, 6 octobre 1934, aquarelles de Jean Pierné[8].
- Louis Richard-Mounet, « Le Château du Taureau », L'Illustration, no 4927, 7 août 1937, gouaches de Jean Pierné[8].

## Écrits
- Hommage à Fred Barlow, 1881-1951, Mulhouse : impr. de Bahy, s. d., 8 p., texte de Jean Pierné diffusé sur les antennes de la Radio-Télévision française[Quand ?].
- « Fred Barlow », Lettre fraternelle, no 161, novembre-décembre 1956, Société Religieuse de Amis (Quakers).

## Expositions
- Paris, galerie Ecalle, 1932.
- Paris, Salon de la Société nationale des beaux-arts, 1942.
- Paris, galerie Courcelles, 1949.
- Paris, galerie Barbizon, 16 octobre-9 novembre 2003.